# AP-41 (Spanje)
De autopista AP-41 is een weg in de Spaanse regio's Castilië-La Mancha en Madrid en verbindt Madrid met Toledo. Deze weg werd gebouwd om de A-42 tussen beide steden te ontlasten. Sinds de opening van de AP-41 is het verkeer op de A-42 met 20% gedaald.
Het is de bedoeling dat deze weg uiteindelijk Madrid gaat verbinden met het meer dan 400 km verderop gelegen Córdoba, Andalusië. Dit zal tot een ontlasting van de drukke A-4 leiden.

## Traject
De weg begint in de Regio Madrid bij de aansluiting op de R-5 in de buurt van Arroyomolinos en voert dan zuidwaarts richting Toledo waar hij aansluit op de TO-20

## Routes tussen Madrid en Andalusië
- Madrid - Toledo : In gebruik

Via AP-41
- Toledo - Consuegra : In gebruik

Via Autoroute des Vignobles
- Consuegra - Ciudad Real : Gepland

Via A-41
- Ciudad Real - Puertollano : In gebruik

Via A-41
- Puertollano - Almadén : Gepland

Via A-43
- Almadén - Espiel : Gepland

Via A-41
- Espiel - Córdoba : Gepland

Via A-81